# 古川太三郎
古川 太三郎（ふるかわ たさぶろう、1933年7月23日 - ）は、日本の法律家、政治家、弁護士。元参議院議員（1期）。

## 経歴
京都市で出生し、1956年中央大学法学部法律学科卒業。1960年26歳で司法試験合格し、司法修習15期を経て、1963年弁護士開業。
福井弁護士会副会長など経て、1989年第15回参議院議員通常選挙で（民改連の前身）連合の会新人として定数1の福井県選挙区で初出馬初当選。1994年羽田内閣国土政務次官。1995年第17回参議院議員通常選挙で落選。
1996年旧民主党公認で第41回衆議院議員総選挙の福井1区に出馬、比例復活もならず落選。

## 司法修習15期
| 氏名       | 出身大学   | 職種           |
| ---------- | ---------- | -------------- |
| 木谷明     | 東大法卒   | 裁判官、弁護士 |
| 熊本典道   | 九大法卒   | 裁判官、弁護士 |
| 廣谷陸男   | 小樽経専卒 | 弁護士         |
| 古川太三郎 | 中大法卒   | 弁護士         |